# Klug Frigyes
Klug Frigyes (Budapest, 1887. augusztus 5. – 1962. szeptember 7.) magyar nemzetközi labdarúgó-játékvezető. Egyes helyeken Klug Ferenc megnevezést is alkalmaznak. Polgári foglalkozása főmérnök.

## Pályafutása

### Labdarúgóként
Több sportágban is jeleskedett, leginkább a tenisz, a vívás és a labdarúgás foglalkoztatta. Első csapata a MÚE volt. Két ízben volt a főiskolai válogatott tagja. Műegyetemista korában a MAFC-ban játszott. Mint teniszjátékos II. osztályú versenyt nyert.

#### Nemzeti játékvezetés
Játékvezetésből Budapesten, az MLSZ Bíró Bizottság előtt MAFC egyesületi bíróként vizsgázott. Az MLSZ által üzemeltetett labdarúgó bajnokságokban kezdte sportszolgálatát. A  Bíró Bizottság javaslatára NB II-es, 1909-től III. fokú minősítéssel NB I-es bíró. 1909–1914, majd 1925–1931 között a korszak legjobb játékvezetői közé tartozott. A nemzeti játékvezetéstől 1937-ben visszavonult. NB I-es mérkőzéseinek száma: 103.
1950 márciusában a Magyar Futballbírák Testületének (BT) főtitkára Tabák Endre a játékvezetők részére egységes felszerelést készíttetett. A felső ruházat fekete ing, BT emblémával, fehér gallérral, az újak és a nyak fehér szegéllyel. Fekete sportnadrág, fekete sportszár fehér szegéllyel. Ugyanakkor FIFA JB szettet kaptak nemzetközi játékvezetőink: Kamarás Árpád, Dorogi Andor, Gerő Ferenc, Klug Frigyes, Hertzka Pál, Iváncsics Mihály és a 40 éves jubileumát ünneplő Bíró Sándor.
Hitvallása: A játékvezetőnek őszintén el kell fogadnia az egészséges bírálatot, amely elősegíti tudását. A játékvezetés kemény, komoly munka, tehetség kell hozzá, meg tudás. A tehetség születési adottság, a tudást meg lehet szerezni, csak tanulni kell hozzá.
| Időpont           | Helyszín                      | Mérkőzés típusa          | Mérkőzés          | Eredmény | Nézők száma |
| ----------------- | ----------------------------- | ------------------------ | ----------------- | -------- | ----------- |
| 1909. február 21. | Margitszigeti pálya, Budapest | első NB I-es mérkőzése   | MAC–Törekvés      | 2 – 1    | Zárt kapuk  |
| 1938. október 3.  | Bihari úti pálya, Budapest    | utolsó NB I-es mérkőzése | Törekvés–Hungária | 1 – 5    | 3500        |

#### Nemzeti kupamérkőzések
Vezetett kupadöntők száma: 1.

##### Magyar labdarúgókupa
| Időpont          | Helyszín                | Mérkőzés típusa | Mérkőzés                   | Eredmény | Nézők száma |
| ---------------- | ----------------------- | --------------- | -------------------------- | -------- | ----------- |
| 1927. június 16. | Hungária krt., Budapest | döntő           | Ferencvárosi TC–Újpesti TE | 3 – 0    | 9000        |

#### Nemzetközi játékvezetés
A Magyar Labdarúgó-szövetség tagja, a  Magyar Futballbírák Testülete (BT) terjesztette fel nemzetközi játékvezetőnek, a Nemzetközi Labdarúgó-szövetség (FIFA) 1933-tól tartotta nyilván bírói keretében. Több nemzetek közötti válogatott, valamint Közép-európai kupa klubmérkőzést vezetett, vagy működő társának partbíróként segített. Tevékenységének idején a külföldi mérkőzéseken a hármasokat más-más országból állították össze. Az első nemzetközi szereplése a FK Austria Wien–SK Slavia Praha klubtalálkozó volt. Átütő sikerrel, magas színvonalon oldotta meg a feladatot. Nemzetközi tevékenységének köszönhetően a magyar játékvezető tényező lett külföldön, foglalkoztatásuk világméretűen megkezdődött. A nemzetközi játékvezetéstől 1937-ben búcsúzott. Válogatott mérkőzéseinek száma: 2.

#### Nemzetközi kupamérkőzések
Vezetett kupadöntők száma: 1.

##### Mitropa Kupa
| Időpont             | Helyszín               | Mérkőzés típusa     | Mérkőzés                                 | Eredmény | Nézők száma |
| ------------------- | ---------------------- | ------------------- | ---------------------------------------- | -------- | ----------- |
| 1933. szeptember 3. | Civica Stadion, Milánó | első döntő mérkőzés | FC Internazionale Milano–FK Austria Wien | 2 – 1    | 35 000      |

## Sportvezetőként
A MAFC-ban előbb főtitkár, majd alelnök lett. Az országos Bírói Tanács főtitkára.

## Írásai
A korabeli sportlapok, az Vasárnapi Újság, a Sportfutár, a Sporthírlap és a Nemzeti Sport szívesen közölték szakcikkeit.

## Pozitív sztori
Egy MTK–VAC (Vívó és Atlétikai Club) bajnoki mérkőzésen fegyelmezés miatt véget vetett a mérkőzésnek, amikor egy 11-es ítélete ellen hevesen tiltakoztak.  A szövetség határozata abban az időben az volt, hogy a hátralevő 10 percet még azon a héten le kell játszani. A játékot büntetőrúgással kezdték.

## Szakmai sikerek
- A Magyar Futballbírák Testülete 25 éves eredményes pályafutásának elismeréseként Arany jelvény  kitüntetésbe részesítette. A Testület 15 éves jubileuma alkalmából Arany oklevél elismerésbe részesítette.
- 1958-ban a Magyar Testnevelési és Sporthivatal (MTSH) elnöke a Testnevelés és Sport kiváló dolgozója jelvényt adományozta részére. A Játékvezető Testület díszveretét Tabák Endre főtitkár nyújtotta át a kitüntetettnek.

## Külső hivatkozások
- Klug Frigyes. World Referee. [2016. március 4-i dátummal az eredetiből archiválva]. (Hozzáférés: 2016. január 3.)
- Klug Frigyes. eu-football.info. (Hozzáférés: 2016. január 3.)
- Klug Frigyes. blogspot.hu. (Hozzáférés: 2016. január 3.)
- Klug Frigyes. magyarfutball.h. (Hozzáférés: 2016. január 3.)
- Klug Frigyes. nela.hu. (Hozzáférés: 2016. január 3.)

| Elődje: René Mercet | Közép-európai kupadöntő 1933 | Utódja: František Cejnar |